# Benito Juárez (San Mateo Yucutindó)
Benito Juárez es una localidad situada en el municipio de San Mateo Yucutindoo, en el estado de Oaxaca, México. Según el censo de 2020, tiene una población de 235 habitantes.
Está ubicada a una altitud de 939 metros sobre el nivel del mar.

## Geografía
Se localiza en las coordenadas 16° 41' 35" de latitud norte y 97° 32' 45" de longitud oeste.

## Población
Según el censo de población de INEGI del 2020, la localidad cuenta con una población total de 235 habitantes, de los cuales 126 son hombres y 109 son mujeres. Solamente 1 de sus habitantes habla alguna lengua indígena.

## Ocupación
El total de la población económicamente activa es de 64 habitantes, de los cuales 60 son hombres y 4 son mujeres.